# Valentina Mora
Valentina Mora Trujillo (Medellín, Colombia, 26 de noviembre de 1997) es una comunicadora social, modelo y reina de belleza colombiana que participó en Señorita Colombia 2022, donde logró el título de Virreina Nacional. Representó a su país en Miss Supranacional 2023 logrando el top 24.

## Primeros años de vida
Valentina Mora nació el 26 de noviembre de 1997 en Medellín, Antioquia. Estudió el bachillerato en el Colegio Colombo Británico de Envigado, Antioquia. También se graduó como comunicadora social en la Universidad Eafit en su ciudad natal.

## Trayectoria en los concursos de belleza

### Señorita Antioquia 2022
Mora fue designada como Señorita Antioquia luego de un proceso evaluativo de entrevistas, fotografías y cultura general.

### Señorita Colombia 2022
El 13 de noviembre de 2022 se llevó a cabo la final de Concurso Nacional de Belleza en Cartagena de Indias donde Valentina logró el título de Virreina Nacional siendo Sofía Osío la ganadora del certamen.

### Miss Supranacional 2023
Entre sus compromisos como Virreina de los colombianos, se encuentra establecida su participación en el certamen Miss Supranacional 2023, por lo que viajará a Polonia para representar a su país obteniendo el top 24.